# Marc Otte
Marc Otte (Bruxelles, 26 aprile 1947) è un diplomatico belga.
È stato il rappresentante speciale dell'unione Europea per il Processo di Pace In Medio Oriente.
È stato nominato dal Consiglio dell'Unione europea nel 2003, su proposta dell'alto Rappresentante UE Javier Solana. È stato assistito da un team di diplomatici europei Petra Dachtler, Alberto Oggero, Ewa Nilsson, Tobias Tunkel).
È rimasto in carica sino al febbraio 2011.
Andreas Reinicke ha poi ricoperto questa carica sino al 31 dicembre 2013 
Dal primo gennaio 2014 Helga Schmid - vicesegretario generale per gli affari politici del servizio diplomatico UE - ha assunto ruolo e funzioni precedentemente attribuiti al rappresentante speciale. È assistita nel suo incarico dall'intero servizio. Alberto Oggero - successivamente Rappresentante Speciale aggiunto con Andreas Reinicke - è stato suo consigliere politico per quanto concerne le questioni relative al processo di pace.